# Wakasa
Wakasa (japanska: 若狭町?, Wakasa-chō) är en landskommun (köping) i Fukui prefektur i Japan.  